# Gula (cratère)
Pour les articles homonymes, voir Gula (homonymie).
Gula (désignation internationale) est un cratère d'impact de 38 km de diamètre situé sur Ganymède. Il a été nommé en référence à Gula, déesse assyro-babylonienne de la guérison.